# Wutöschingen
Wutöschingen är en kommun och ort i Landkreis Waldshut i regionen Schwarzwald-Baar-Heuberg i Regierungsbezirk Freiburg i förbundslandet Baden-Württemberg i Tyskland. 
De tidigare kommunerna Degernau, Horheim och Schwerzen uppgick i Wutöschingen 1 januari 1975.
Kommunen ingår i kommunalförbundet Wutöschingen tillsammans med kommunen Eggingen.